# Marco (Ceará)
Marco è un comune del Brasile nello Stato del Ceará, parte della mesoregione del Noroeste Cearense e della microregione di Litoral de Camocim e Acaraú.